# Costa central d'Astúries
Astúries, denominada oficialment com a Principat d'Astúries, és una comunitat autònoma uniprovincial, situada en el nord d'Espanya, en una zona geogràfica que forma part del vessant oceànic de la Serralada Cantàbrica. Com a tal, constitueix un conjunt muntanyenc com si fos un gran replegament que estigués encastat entre el mar i l'altiplà de Castella. Aquesta característica eleva la complexitat del seu relleu, que des de les zones muntanyenques que arriben a superar els 2000 m, descendeix fins al nivell del mar en menys de 90 km. En arribar al mar Cantàbric forma una estreta franja litoral, que se li coneix amb el nom de "La Marina", i que s'estén al llarg de tot el litoral asturià.
Aquesta zona, coneguda com a Marina, és paral·lela a la costa, presentant-se com una rampa escalonada, que dona lloc a diferents nivells, apareixent des de superfícies planes a fronts penya-segats, en les superfícies dels quals els rius costaners han donat lloc a valls. Alguns rius presenten ries en les seves desembocadures, com és el cas dels rius: Eo, Navia, Nalón, Avilés, Villaviciosa, Ribadesella i Tina Major.
D'aquesta manera se'ns presenta un front costaner asturià amb alineació est-oest d'uns 483 km de longitud, repartits en 20 Concejos. Aquesta costa presenta una gran quantitat i varietat de platges, aproximadament 211, com a accident morfològic que forma part d'aquest paisatge costaner, i que van des d'extensos arenals a cales formades per palets, graves i/o blocs.
Des del punt de vista morfològic, la costa asturiana pot dividir-se en tres subsectors: 
- Costa occidental: compresa entre la desembocadura de la ria del Eo i la del Nalón.
- Costa Central: compresa entre la desembocadura de la Ria del Nalón i la de Villaviciosa.
- Costa Oriental: discorre entre les ries de Villaviciosa i la de Tina Major.

La Costa Central d'Astúries és el tram costaner que s'estén entre els concejos de Muros i Gijón.

## Descripció
Sense cap dubte, la costa central d'Astúries és el tram costaner que presenta major influència del sistema urbà; en ella trobem instal·lacions industrials, ports, com els de Gijón i Avilés; assentaments de població; contaminació i un percentatge major de pressió humana.
La majoria de les seves platges són extensos sorrals i poques d'elles, en proporció amb altres franges costaneres asturianes, presenten algun tipus de protecció mediambiental. Ha de fer-se especial esment a l'accident morfològic més destacable d'aquest tram, que és el Cap de Peñas, que és el punt més septentrional, i presenta uns elevats penya-segats, estant la zona protegida sota la catalogació de Paisatge protegit del Cap Peñas.

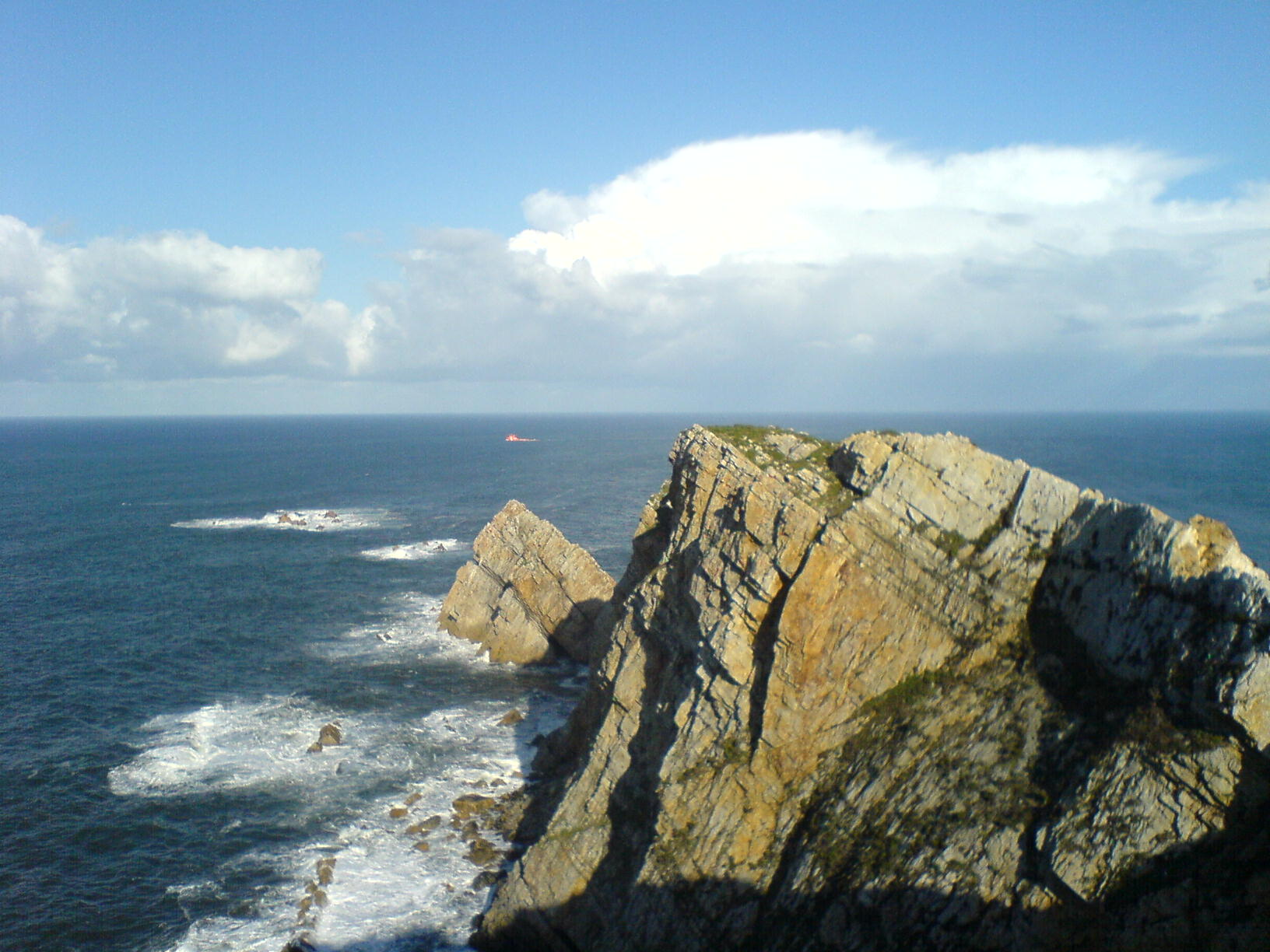
Cap de Peñas

Aquest “Paisatge Protegit del Cap de Peñas” abasta la zona situada en una estreta rasa litoral en el concejo de Gozón. La protecció s'estén a banda i banda del Cap Peñas, de manera que inclou el territori situat entre la península de Nieva i La Punta la Vaca (així com L'Illa Erbosa), comptant amb una superfície de 1926 ha. La major part de la zona protegida és costanera, ja que cap a l'interior, l'àrea declarada només arriba a uns 3 km en el punt més ample.
La declaració de Paisatge Protegit data de 1995 i està estipulada pel Decret 80/1995, entrant a formar part de la Xarxa Regional d'Espais Naturals Protegits (RRENP), i està definida en la Llei 5/1991 de Protecció d'Espais Naturals del Principat d'Astúries com: " aquells llocs concrets del mitjà natural, que pels seus valors estètics i culturals siguin mereixedors d'una protecció especial".
Actualment forma part de la llista de Llocs d'Importància Comunitària (LICs) inclosa a la Xarxa Europea d'espais Protegits denominada Xarxa Natura 2000; i des de l'any 2003 està inclosa en la llista europea de Zona d'especial protecció per a les aus (ZEPA) amb l'objectiu de garantir la protecció i la gestió a llarg termini de les espècies d'aus, especialment les migradores, així com dels seus hàbitats.

## La costa central i el camí de Sant Jaume
El camí de Sant Jaume no constitueix una única ruta de peregrinació, sinó que més aviat pot dir-se que existeixen múltiples i diverses rutes d'accés a Santiago de Compostel·la. Entre elles cal tenir en compte l'anomenat “Camí del Nord”, també conegut com a “Camí Cantàbric” o “Camí Alt”. Es tracta d'una travessia que recorre la cornisa Cantàbrica des d'Irun a Santiago.
D'aquesta manera, el camí de Sant Jaume, en arribar a Astúries, es bifurca en dos brancs: un és l'anomenat “Camí primitiu” i l'altre el “Camí de la costa”. És aquest últim, conegut també com a “Ruta de la Costa”, el que travessa les poblacions costaneres asturianes fins a endinsar-se en terres d'interior prop del límit entre Astúries i la província de Lugo.
Mentre, el “Camí primitiu”, que és el traçat més antic de tots, fins i tot més antic que el camí francès, realitza la ruta per l'interior fins a unir-se a el “camí de la costa”, en terres gallegues, en la localitat de Arzúa.

## La costa central i les zones de protecció mediambiental
La costa central d'Astúries és la que menys platges presenta catalogades com protegides, bé per ser ZEPA, LIC, Paisatge Protegit, o fins i tot Monument natural.
Malgrat això destaquen alguns concejos com els de Muros i Castrillón, que presenten protecció en pràcticament totes les seves platges, o Gozón que té la majoria d'elles protegides, en estar incloses dins del Paisatge Protegit del Cap de Penyes (el qual s'estén per una estreta franja del litoral central d'Astúries, tota ella del concejo de Gozón. El límit occidental s'assenyala en la península de Nieva, que tanca el marge dret de la ria d'Avilés, i l'oriental en el ressalt de la Punta la Vaca, molt a prop ja de la vila costanera de Luanco, recorrent d'aquesta manera un litoral d'uns 19 km de longitud. Cap a l'interior, l'àrea declarada no mesura més de 3 km en el punt més ample, traçant-se el límit sobre les carreteres i camins veïnals que donen servei a l'àrea). Fins i tot Gijón presenta dues platges considerades LIC, les platges d'Estaño i Serín i La Cagonera.